# Piper oradendron
Piper oradendron är en pepparväxtart som beskrevs av Trel. & Standley. Piper oradendron ingår i släktet Piper och familjen pepparväxter. Inga underarter finns listade i Catalogue of Life.